# Carychium paganettii
Carychium paganettii is een slakkensoort uit de familie van de Ellobiidae. De wetenschappelijke naam van de soort is voor het eerst geldig gepubliceerd in 1925 door Zimmermann.